# Ondres
 Ondres  es una población y comuna francesa, situada en la región de Aquitania, departamento de Landas, en el distrito de Dax y cantón de Saint-Martin-de-Seignanx. La playa vigilada de Ondres Plage se encuentra a 2 km del pueblo. Limita al norte con Labenne, al este con Saint-Martin-de-Seignanx, al sur con Tarnos y al oeste con el océano Atlántico.

## Demografía
| 1419 | 1523 | 2073 | 2704 | 3100 | 3650 |
| Para los censos de 1962 a 1999 la población legal corresponde a la población sin duplicidades (Fuente: INSEE [Consultar]) |      |      |      |      |      |